# Géographie des îles Turques-et-Caïques
Les Îles Turques-et-Caïques sont constituées de deux archipels distincts, les îles Caïcos à l'ouest et les îles Turks à l'est.

## Localisation des archipels
Les deux groupes d'îles sont situés dans l'océan Atlantique, au sud-est des Bahamas et au nord d'Hispaniola, à 914 kilomètres de Miami.
Les îles Caïcos sont séparées des îles Turks par le passage de Turks.
Bien que le territoire puisse être géographiquement rattaché à la région des Bahamas, c'est politiquement une entité séparée. Les îles Caïcos sont séparées par le passage des Caïcos des îles des Bahamas les plus proches (Mayaguana et grand Inagua).
Huit îles principales et plus de 30 îles de moindre importance ont une superficie totale de 497 km2 à marée haute (616 km2 à marée basse), principalement constitués de roche calcaire recouverte de marais et de mangrove. Le climat est habituellement ensoleillé et relativement sec, mais souffre d'ouragans fréquents.

## Ressources naturelles
Les îles ont des ressources naturelles limitées en eau douce et les habitants récoltent l'eau de pluie dans des citernes pour leurs besoins.
Les îles sont riches en langoustes, conques et autres mollusques et crustacés.

## Îles Caïcos
Les îles Caïcos sont le groupe plus grand, avec environ 90 % des terres habitables (environ 400 km2 à marée haute, 589,5 km2 à marée basse) et 82 % de la population (26 584 d'un total de 32 337 de 2006). L'arrangement spatial des îles autour des principales îles Caïcos ressemble à celui d'un atoll, avec les six grandes îles dans le nord, à l'est comme à l'ouest, et quelques récifs et petites îles dans le sud.
Les îles Caïcos sont découpées en quatre districts. Quatre des six îles principales sont habitées, plus deux des îles plus petites.
| Nom                  | Superficie        | Population (2006) |
| -------------------- | ----------------- | ----------------- |
| West Caicos          | 23 km2            | 0 hab.            |
| Providenciales       | 98 km2            | 22542 hab.        |
| North Caicos         | 116 km2 (207 km2) | 1895 hab.         |
| Middle Caicos        | 144 km2 (291 km2) | 486 hab.          |
| East Caicos          | 91 km2 (182 km2)  | 0 hab.            |
| South Caicos         | 21 km2            | 1579 hab.         |
| Little Ambergris Cay | ?                 | ?                 |
| Great Ambergris Cay  | 4 km?             | ?                 |
| Pine Cay             | ?                 | ?                 |
| Parrot Cay           | 4 km2             | env. 100 hab.     |

## Îles Turks
Les îles Turks sont une chaîne qui s’étire du nord au sud. La surface totale est de 26,7 km2, avec une population estimée de 5 753. Il y a deux îles principales, toutes les deux habitées :
| Nom        | Superficie | Population (2006) |
| ---------- | ---------- | ----------------- |
| Grand Turk | 18 km2     | 5567 hab.         |
| Salt Cay   | 9 km2      | 186 hab.          |